# Estación Azul (Roca)
Azul es la principal estación ferroviaria de la ciudad de Azul, Provincia de Buenos Aires, Argentina.

## Servicios
Por sus vías corren trenes de carga de la empresa Ferrosur Roca.

## Ubicación
Se encuentra a 289 km al sudoeste de la estación Constitución, con acceso desde la intersección de las calles San Martín y Monseñor Cáneva, a 1000 metros al sur del centro de la ciudad.